# Журавинки
Журавинки — село в Чаплыгинском районе Липецкой области России. Входит в состав сельского поселения Пиковский сельсовет.

## Название
Князь Голицын переселил часть своих крепостных крестьян из-под Ряжска из села Журавинка в эту местность. Переселенцы сохранили название для своего нового поселения. Слова журава, журавки в северо-западных областях означает клюквенное болотистое место, что также подходит к данной болотистой местности, где находится село.

## География
Село располагается по обоим берегам реки Ягодная Ряса и на левом берегу ручья Булавки (Булавочной Рясы) — притока Ягодной Рясы в 3 км от административного центра.

## История
Деревня была заселена предположительно в XVII веке. В «Списках населённых мест …» за 1862 год упомянуто владельческое сельцо Пиково (Журавинки) при речке Ягодной Рясе с числом крестьянских дворов 205. За 1885 год упоминается в «Историко-статистическом описании церквей …» как деревня Журавинка с 285 крестьянскими дворами, входившая в состав прихода Троицкой церкви села Никольского (Пиковы Рясы тож).

## Население
| 1859 | 1897  | 1906  | 1920  | 1932  | 1997 | 2010 |
| ---- | ----- | ----- | ----- | ----- | ---- | ---- |
| 1845 | ↗2435 | ↘1350 | ↗2850 | ↘2579 | ↘184 | ↘154 |